# Marie-Pierre Vieu

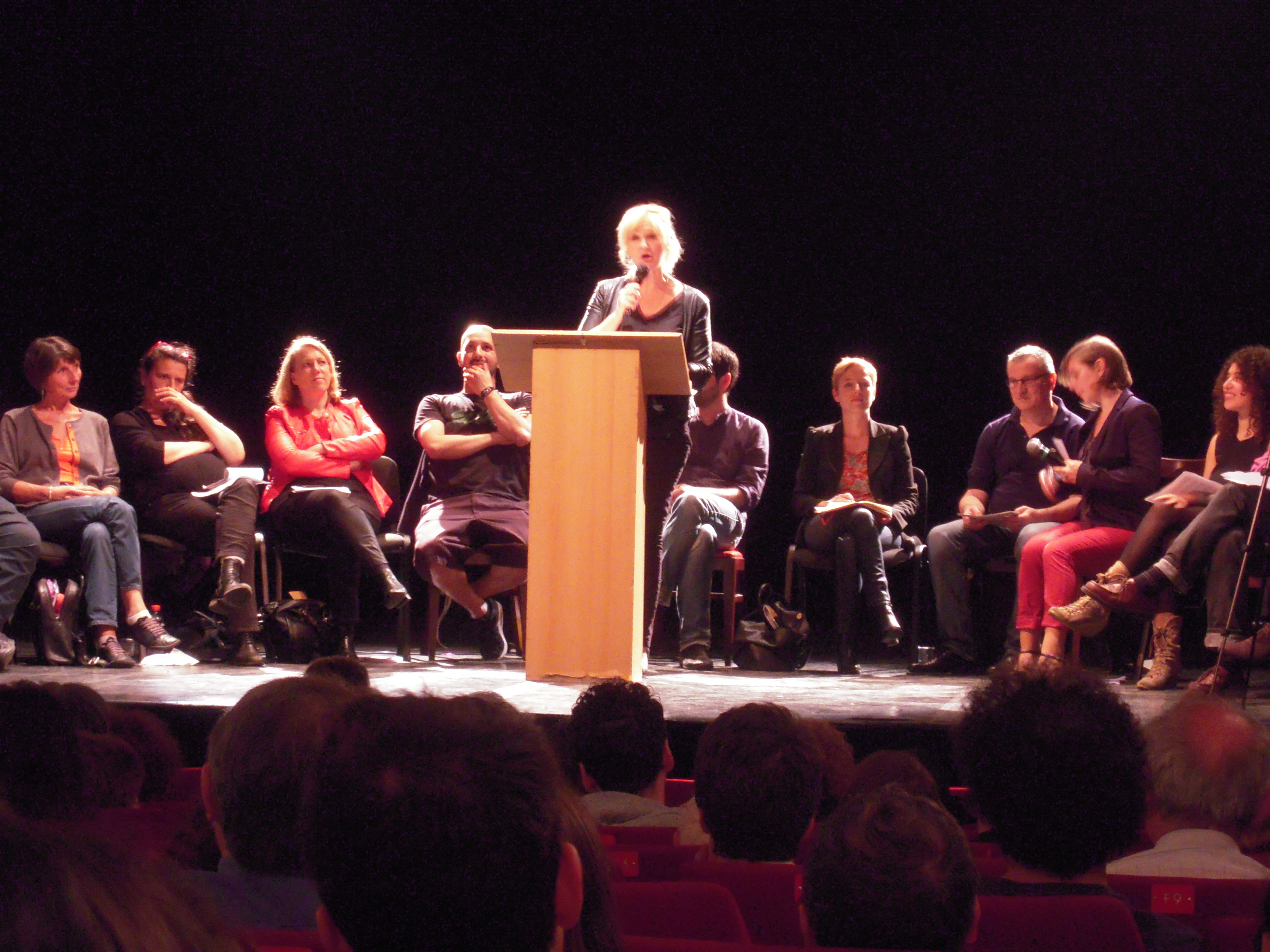
Figura 1 Marie-Pierre Vieu en campanya

Marie-Pierre Vieu, política francesa nascuda el primer de febrer del 1967 a la ciutat de Tarbes (Alts Pirineus), membre del Partit Comunista Francès (PCF). Consellera regional del Consell Regional de Migdia-Pirineus del 2004 al 2015. Diputada al parlament europeu (Circumscripció Sud-Oest) des del 2017.
Marie-Pierre Vieu prové d'una família de ferroviaris amb tradició comunista i sindicalista. Va estudiar a la universitat de París-Nanterre on obté un postgrau en lletres. A partir del 2008, dirigeix l'editorial Arcane 17. Als 19 anys esdevé membre del PCF i presidenta de la UNEF-SE (unió nacional d'estudiants francesos) del 1994 al 1997. Llavors consellera municipal a Tarbes del 2004 al 2015. El 19 de juny del 2017 esdevé diputada europea.